# Nicolas Pépé
Nicolas Pépé (* 29. Mai 1995 in Mantes-la-Jolie, Frankreich) ist ein ivorischer Fußballspieler. Er steht bei FC Villarreal unter Vertrag und läuft für die ivorische Nationalmannschaft auf.

## Karriere

### Vereine
Der als Sohn ivorischer Eltern in Frankreich geborene und aufgewachsene Pépé spielte bis 2013 für den Poitiers FC und wechselte dann zum Zweitligisten SCO Angers. Zunächst spielte er für die Reservemannschaft und debütierte am 21. November 2014 (15. Spieltag) beim 1:1 im Auswärtsspiel gegen AC Ajaccio für die erste Mannschaft. Der Verein stieg zum Saisonende in die Ligue 1 auf. Im Sommer 2015 wurde Pépé an den Drittligisten US Orléans ausgeliehen; für die Zentralfranzosen erzielte er sieben Tore in 29 Punktspielen und trug somit zum Aufstieg des Vereins in die Ligue 2 bei. Danach kehrte er zum SCO Angers zurück und belegte mit dem Verein in der Erstligasaison 2016/17 den zwölften Tabellenplatz. Im Sommer 2017 wechselte er zum OSC Lille und schloss mit den Nordfranzosen die Saison 2017/18 als 17. ab
Am 1. August 2019 wurde bekannt gegeben, dass Pépé mit einer Rekordablösesumme von 80 Millionen Euro zum Premier-League-Klub Arsenal gewechselt ist. Damit wurde der bisherige Transfer-Rekord von Arsenal (62 Millionen Euro für Pierre-Emerick Aubameyang) sowie der bisherige Transfer-Rekord für einen afrikanischen Fußballer insgesamt (Riyad Mahrez für 67,8 Millionen Euro an Manchester City) übertroffen.
Im August 2022 wechselte er bis zum Ende der Saison 2022/23 auf Leihbasis zum französischen Erstligisten OGC Nizza.
Im September 2023 wechselte er in die Türkei zu Trabzonspor. Im Juni 2024 endete sein Vertrag, es wurde keine Verlängerung vorgenommen. 
Im August 2024 wechselte er in die spanische Fußballliga La Liga, wo er einen neuen Zweijahresvertrag beim FC Villarreal unterzeichnete.

### Nationalmannschaft
Am 15. November 2016 gab Pépé in Lens beim torlosen Unentschieden im Testspiel gegen die Nationalmannschaft Frankreichs mit Einwechslung für Max Gradel in der 86. Minute sein Debüt für die ivorische Nationalmannschaft.
Beim Afrika-Cup 2017 gehörte Pépé zum ivorischen Aufgebot; Er kam zu keinem Einsatz und Elfenbeinküste schied in der Gruppe mit lediglich zwei Punkten aus dem Turnier.
Nach überragenden Leistungen von Pépé in der Saison 2018/19 gehörte er zweieinhalb Jahre später, bei der Afrikameisterschaft 2019 in Ägypten, als wichtigster Spieler diesmal zum ivorischen Kader; Nach enttäuschenden Leistungen konnte Pépé das Ausscheiden seines Teams nicht verhindern.

### Erfolge
- Afrikameister: 2024
- FA-Cup-Sieger: 2020
- Spieler des Monats der Ligue 1: September 2018, Januar 2019